# Ихбейшех, Джака
Джака Ихбейшех (араб. جاكا حبيشة‎; 29 августа 1986, Любляна) — палестинский футболист, полузащитник клуба «Браво» и сборную Палестины. Автор первого в истории сборной гола на Кубках Азии.

## Карьера

### Клубная
Джака Ихбейшех родился в Любляне в семье словенки и палестинца. Когда ему было два года семья распалась и отец уехал на Родину, в Рамаллах. Ихбейшех остался в Словении, где и начал заниматься футболом.
За свою карьеру играл в нескольких словенских клубах. С 2013 года является игроком клуба «Крка» из высшей лиги Словении.

### Национальная
Как сын палестинца Джака Ихбейшех имел право выступать за сборную Палестины, за которую и дебютировал в 2014 году во время игры с Узбекистаном.
В начале 2015 года вошёл в состав сборной на Кубок Азии. Во время игры второго тура против Иордании при счёте 0:5 Ихбейшех забил гол, который стал для его сборной первым в истории на Кубках Азии.